# Black River (biflöde till Abitibi River)
Black River är ett vattendrag i Kanada.   Det ligger i provinsen Ontario, i den sydöstra delen av landet, 500 km nordväst om huvudstaden Ottawa.
I omgivningarna runt Black River växer i huvudsak blandskog. Runt Black River är det mycket glesbefolkat, med 7 invånare per kvadratkilometer.